# Sémélé
Sémélé (título original en francés; en español, Sémele) es una ópera (tragédie en musique) en cinco actos y un prólogo, con música de Marin Marais. Se estrenó el 9 de abril de 1709 en el Teatro del Palais-Royal de París
La ópera de 1707 de John Eccles Semele se basa en el mismo mito, y es con libreto de William Congreve. Este libreto, ampliado, sería más tarde (1744) la base de otra ópera más, con el mismo título que la de Eccles y compuesta por Georg Friedrich Händel. El tratamiento que Händel dio a este mito es hoy más conocido que la versión de Marais y que la de Eccles.
La de Marin Marais es una ópera poco representada en la actualidad; en las estadísticas de Operabase aparece con sólo cuatro representaciones en el período 2005-2010, siendo la primera y más representada de Marais.

## Personajes
| Personaje                              | Tesitura             | Reparto del estreno, 9 de abril de 1709 (Director: - ) |
| -------------------------------------- | -------------------- | ------------------------------------------------------ |
| Apollon                                | tenor (haute-contre) | Beaufort                                               |
| Sémélé                                 | soprano              | Françoise Journet                                      |
| Dorine                                 | soprano              | Marie-Catherine Poussin                                |
| La gran sacerdotisa de Baco            | soprano              | Dun                                                    |
| Junon                                  | mezzosoprano         | Françoise Dujardin                                     |
| Adraste (Adrasto)                      | tenor (haute-contre) | Jacques Cochereau                                      |
| Jupiter                                | barítono             | Gabriel-Vincent Thévenard                              |
| Mercure                                | barítono             | Jean Dun "pére" (Jean Dun el padre)                    |
| Cadmus (Cadmo), gran sacerdote de Baco | barítono             | Charles Hardouin                                       |
| Primera pastora                        | soprano              | Aubert                                                 |
| Segunda pastora                        | soprano              | Daulin                                                 |
| Tercera pastora                        | soprano              | Boisé                                                  |

## Grabación
Glossa publicó una grabación de la obra con interpretación de Le Concert Spirituel y dirección de Hervé Niquet. 
Hay una grabación de música instrumental de la ópera, interpretada por Wieland Kuijken y Montréal Baroque, publicada a finales del 2006.